# Operaator Kõps üksikul saarel
Operaator Kõps üksikul saarel (deutsch „Kameramann Kõps auf einer einsamen Insel“) ist der Titel eines estnischen Puppentrickfilms aus dem Jahr 1966.

## Handlung
Durch ein Hubschrauberunglück stranden der junge und neugierige Kameramann Kõps sowie sein Freund Professor Metsatark auf einer einsamen Insel. Nach und nach entdecken sie Flora und Fauna und lernen, wie man am besten zurechtkommt. Dabei warten lehrreiche Abenteuer auf sie.

## Produktion
Regisseur des Farbfilms war Heino Pars (* 1925). Neben Unterhaltung für Schulkinder verfolgt der Film auch eine didaktische Zielrichtung.

## Weitere Folgen
Der Film war der dritte von insgesamt vier Puppentrickfilmen von Heino Pars um den Kameramann Kõps. Vorherige Folgen waren Operaator Kõps seeneriigis („Kameramann Kõps im Reich der Pilze“, 1964) und Operaator Kõps marjariigis („Kameramann Kõps im Reich der Beeren“, 1965). Den Abschluss bildete 1968 Operaator Kõps kiviriigis („Kameramann Kõps im Reich der Steine“).